# McComb (Ohio)
McComb è un comune (village) degli Stati Uniti d'America della contea di Hancock nello Stato dell'Ohio. La popolazione è di 1.648 abitanti secondo il censimento del 2010.
Si è chiamata Pleasantville fino al 1858 quando ottenne lo status di village e cambiò il suo nome per rendere onore al generale Alexander Macomb.